# ایرتل آفریقا
ایرتل آفریقا (انگلیسی: Airtel Africa) شرکت مخابرات بریتانیایی است، که در سال ۲۰۱۰ تأسیس شد.